# Жудро, Василий Степанович
Василий Степанович Жудро́ (бел. Васіль Сцяпанавіч Жудро; 1917, дер. Корени, Речицкий уезд, Минская губерния, Российская империя — 20 апреля 1942, Минск, БССР) — руководитель подпольного движения на территории Беларуси в годы Великой Отечественной войны.

## Биография
Василий Жудро родился в 1917 году в деревне Корени (ныне Светлогорский район, Гомельская область).
В 1938 году был призван в РККА. В 1941 году был досрочно демобилизован и направлен на работу в прокуратуру города Пинск. Война застала Жудро в Минске, где он учился на юридических курсах. С первых дней оккупации Василий Жудро вступил в группу городских подпольщиков, а также установил связь с подпольщиками группы Комарова (псевдоним В. З. Коржа), действовавшей в Пинской, Барановичской и Минской областях. Первоначально В. С. Жудро выступал в роли связного и агитатора, наладив тесное взаимодействие Минского подполья с партизанскими отрядами Коржа и Воронянского. Подпольщики снабжали партизан оружием и медикаментами, а также переправляли жителей Минска в отряды.
В декабре 1941 года Жудро был избран главой одного из райкомов Минского подпольного горкома. Под его руководством был совершен ряд крупных диверсий на предприятиях Минска, пущено под откос множество эшелонов врага, уничтожались мелкие группы немецких солдат путём организации засад в окрестностях города.
17 апреля 1942 года Василий Жудро получил огнестрельное ранение в живот при попытке задержания в пригороде Минска, однако сумел скрыться от преследования и добраться до явочной квартиры. Подпольщики обманным путём организовали его госпитализацию в 1-ю клиническую больницу, но врачам успешно прооперировать Жудро не удалось, 20 апреля он скончался.
Награждён орденом Отечественной войны I степени посмертно.

## Память
Имя В. С. Жудро носит крупная улица в Минске, на фасаде дома № 2 по этой улице установлена мемориальная доска.